# 圃田县
圃田县，中国古县名。
隋朝开皇初年，避杨忠讳，改中牟县为内牟县。开皇十六年（565年），县境西部析置管城县（即今郑州市管城回族区），东部析置郊城县（治所在原中牟县城）。开皇十八年（598年），改内牟县为圃田县。大业三年（607年），原圃田县并入管城县，郊城县则易名为圃田县。先后属郑州、荥阳郡。唐朝武德三年（624年），改为中牟县，以县置牟州。贞观元年（627年），清池县分为佼城县、管城县和圃田县。贞观三年（629年），废县并入中牟县，

## 外部
- 中牟县城移址变迁演绎沧桑巨变